# Jules Bordet
Jules Jean Baptiste Vincent Bordet (født 13. juni 1870, død 6. april 1961) var en belgisk læge, der opdagede, at serum fra et dyr, der er immunt over for en sygdom, kan bruges til at fastslå dens tilstedeværelse hos andre dyr. Allerede i 1892 blev Bordet doktor i medicin og begyndte i 1894 på Pasteur Instituttet i Paris og i 1901 på Pasteur Instituttet i Bruxelles. Han blev professor i bakteriologi i 1907 og modtog i 1919 Nobelprisen i medicin for sit grundlæggende arbejde med komplementsystemet.